# Oryzomys dimidiatus
Oryzomys dimidiatus är en däggdjursart som först beskrevs av Thomas 1905.  Oryzomys dimidiatus ingår i släktet risråttor, och familjen hamsterartade gnagare. IUCN kategoriserar arten globalt som livskraftig. Inga underarter finns listade i Catalogue of Life.
Denna gnagare är bara känd från sydöstra Nicaragua. Individer hittades i den täta vegetationen nära vattendrag. Antagligen lever arten delvis i vattnet.